# Pleistodontes proximus
Pleistodontes proximus är en stekelart som beskrevs av Wiebes 1990. Pleistodontes proximus ingår i släktet Pleistodontes och familjen fikonsteklar. Inga underarter finns listade i Catalogue of Life.